# Jens (Szwajcaria)
Jens (gsw. Jäiss) – gmina (niem. Einwohnergemeinde) w Szwajcarii, w kantonie Berno, w regionie administracyjnym Seeland, w okręgu Seeland.  

## Demografia
W Jens mieszkają 633 osoby. W 2020 roku 4,3% populacji gminy stanowiły osoby urodzone poza Szwajcarią.